# مسرح البحرين الوطني
مسرح البحرين الوطني عبارة عن مجمع بناء على الواجهة البحرية التي تقع بالقرب من متحف البحرين الوطني في المنامة عاصمة البحرين. يتكون من قاعة رئيسية تحتوي على 1001 مقعد و 150 مقعد مرن في استوديو المسرح. افتتح في 12 نوفمبر 2012 وتقدر تكلفته بحوالي 50 مليون دولار أمريكي (18.9 مليون دينار بحريني). تبلغ مساحة المسرح 11869 متر مربع (127760 قدم مربع) مما يجعله ثالث أكبر مسرح في الشرق الأوسط.

## البناء
خطط بناء مسرح جديد نشأت في عام 2003 ولكن تأجلت لأسباب غير معروفة. إنشاء مسرح جديد وأكبر من شأنه تخفيف الضغط على قاعة المسرح الثقافي في مدينة عيسى التي يتسع لحضور 670 شخص والمبني منذ نهاية عقد 1960 والذي ناضل لاستضافة برامج ربيع الثقافة. في ديسمبر 2007 أطلقت وزارة الأشغال والإسكان رسميا المشروع بعد أن كشف النقاب عن التصميم النظري والبناء المقرر أن يبدأ في يونيو 2008 وأن يكتمل بحلول يونيو 2010. غير معروف من تسبب في تأخر بناء المشروع حتى عام 2011.
شيد المسرح نفسه في الموقع المهدوم لقرية البحرين التراثية التي شيدت في عقد 1980 ومن المفترض أن تكون نسخة طبق الأصل من قرية بحرينية نموذجية. تم نقل القرية التراثية إلى عراد في جزيرة المحرق في ديسمبر 2009 لتوفير التكاليف.
بدأ البناء رسميا في يونيو 2011 واستمر حتى نوفمبر 2012. في يوليو 2012 كان يخشى أن بناء المسرح لن يكتمل في وقت يتزامن مع برامج الثقافة المقررة بالفعل في البلاد. نتيجة لذلك وضعت وزارة الأشغال ما مجموعه 700 شخص للعمل على الموقع من بينهم 625 شخص للعمل في النهار والبقية في الليل لضمان عدم التأخير. تم إصلاح أعمدة المدخل الرئيسي الفولاذية في يوليو 2012 وكذلك الجدران المكسوة في القاعة الرئيسية. وضعت وحدات تكييف الهواء والمواد الجلدية والزجاج في المكان في الأشهر الأخيرة من البناء.

## التصميم
تم تصميم المسرح من قبل الشركة الفرنسية أركيتيكتور ستوديو مع شركة اتكينز العاملة بوصفها مستشار محلي. الاستشاريين الآخرين للمشروع المسرح مشاريع استشاريي المسرح وسيتيك باتيمينت وأكوستيك والمرصد.
تم بناء هيكل المسرح من الزجاج على شكل مكعب إلى جانب بحيرة اصطناعية والتي كان من المفترض أن يوفر متنزه للزوار مع سطح مطلي بلون الذهب ووصف بعض المعلقين المسرح بأنه مستوحى من «ألف ليلة وليلة». أراد مهندسو السقف أن يكون «متلألئ مثل جوهرة الذهب» ونتيجة لذلك تم قياس ألواح الكسوة الفولاذ المقاوم للصدأ وإرسالها إلى شركة ريميكس البريطانية لإضافة مركب مجهول لإنتاج هذا التأثير. يتكون بهو اللوبي من حجر بالوما من إيطاليا مع جدران زجاجية تسمح للزوار بمشاهدة البحيرة. اعتمد الزجاج على نظام الزجاج الفريد الذي ينطوي استخدام 54مم السميك الذي يعتبر العنصر الهيكلي الرئيسي في العقد الزجاجي الرئيسي في المكان. يبلغ طول القطع الزجاجية الرئيسية 11 مترا ومع زعانف كوب من الهيكل باستخدام نوع خاص من السيليكون مع ألومنيوم مقذوف. وزن كل زعنفة الزجاج يصل إلى 800 كجم.
الأعمدة الرأسية تدعم السقف الضيق نسبيا من خلال تصميم أنبوب صلب سميك مليء ملموس ليكون بمثابة الجدار. تحقق ذلك من خلال وضع الأعمدة في المكان وبعد أن سكب الطين الإسمنتي في داخله لزيادة اشتداده. وحدات تكييف الهواء للمبنى بعيدة عن الضوء لأسباب جمالية ونظام تنفيس وقد تم تصميمه بحيث يشمل محيط كامل من المبنى الذي يجلب الهواء البارد من خلال البوابات الخفية بين الزجاج.
تتكون القاعة الداخلية من 1001 مقعد من أجل إعطاء الزوار انطباعا بأنهم على المراكب الشراعية. في الواقع فإن 1001 مقعد يمثل رمزيا ألف ليلة وليلة. تواجه المقاعد 18 متر مرحلة طويلة في طريقة جلوس بتمشيط التي تم تصميمها لتحسين وجهة نظر للجمهور. خشبة المسرح والمساحة ما قبلها تغطي مساحة حوالي 200 متر مربع وتم تعديلها خصيصا لتقديم مجموعة متنوعة من الأساليب المختلفة للانطلاق مع حفرة الأوركسترا الكاذبة. يمكن نقل عربة الجلوس يدويا لملء حفرة الأوركسترا لتوسيع القاعات. استوديو المسرح الذي يسع 150 مقعد له أغراض مزدوجة ويمكن استخدامها لاستضافة المؤتمرات والبروفات وكذلك بمثابة مسرح صغير مع ترتيبات جلوس مختلفة وتكوينات متدرجة.

## الافتتاح
افتتح المسرح كما كان مقررا في 12 نوفمبر 2012 بإقامة حفل افتتاح حضره ملك البحرين حمد بن عيسى بن سلمان آل خليفة. في كلمته الافتتاحية أشاد بالبحرينيين في عالم الأدب وأشاد أيضا بوزيرة الثقافة مي بن محمد آل خليفة التي اقترحت لأول مرة بناء المسرح.
في نوفمبر 2012 استضاف المسرح لأول مرة بلاثيدو دومينغو حيث قدم أداء في حفل على الواجهة البحرية بعد أيام فقط من افتتاح المسرح. كان الأداء الثاني من قبل شركة باليه البولشوي الروسية في ديسمبر 2012.